# Beilhique de Ramadã
O Emirado de Ramadã, também conhecido como Beilhique de Adana, Beilhique Ramadânida ou Principado Ramadânida (em turco: Ramazanoğulları Beyliği), foi um dos beilhiques anatólios sob o controle da dinastia dos ramadânidas (em turco:  Ramazanoğulları) abássidas em Çukurova, região historicamente conhecida como Cilícia. Sua capital era Adana e formou um dos principados fronteiriços fundados pelos turcos oguzes após o declínio do Sultanato de Rum. O Salão Ramazanoğlu, que é atualmente um centro cultural, era a residência do emir e o salão de onde ele governava não mais existe.
Em 1375, os ramadânidas destruíram o Reino Armênio da Cilícia em nome do sultão mameluco do Egito e se estabeleceram na região. Eles também tiveram um papel preponderante no século XV nas relações entre o Império Otomano e o Sultanato Mameluco, se interpondo como um estado-tampão localizado na zona de fronteira mameluca-turca. Em 1517, Selim I incorporou o beilhique ao Império Otomano após a sua conquista do estado mameluco. Os beis dos ramadânidas asseguraram para si o controle da administração do sanjaco otomano de Adana de forma hereditária até 1608. A família permanece como uma das mais proeminentes na sociedade turca até hoje.